# Уиздом, Норман
Сэр Но́рман Джо́зеф Уи́здом (англ. Sir Norman Joseph Wisdom, 4 февраля 1915, Лондон — 4 октября 2010, остров Мэн) — британский актёр-комик, запомнившийся созданным им образом мистера Питкина. Известен также как композитор, продюсер и сценарист.

## Биография
Норман Уиздом родился 4 февраля 1915 года в Лондоне, в районе Марилебон. Рос в Паддингтоне в бедной семье шофёра и портнихи. Отец был пьяницей и часто бил мальчика. После развода родителей Норман и его брат жили у опекунов в Диле. По окончании школы в 14 лет он устроился работать помощником официанта в отеле, но был вскоре уволен за то, что уронил нагруженный поднос в шахту лифта. После этого он отправился в Кардифф в расчёте стать шахтёром. Не получив работы шахтёра, он устроился мальчиком на побегушках на торговое судно, отправлявшееся в Буэнос-Айрес. Во время рейса команда научила его боксировать.
В том же 1929 году вернулся в Лондон, но отец не принял сына, и тому пришлось жить на улице.
В 1930 году в возрасте 15 лет Уиздом примкнул барабанщиком к Десятому королевскому полку гусар. Вместе с полком оказался в Индии. В Индии выучился играть на трубе и кларнете. В то же время стал чемпионом индийского контингента британской армии по боксу в весе пера.
Во время Второй мировой войны Уиздом служил телефонистом в бункере Уинстона Черчилля. Однажды разъярённый Черчилль пришёл в аппаратную узнать, что за идиот вечно соединяет его не с тем, с кем требуется. Уиздом назвал премьера «Винни», за что чуть не попал под трибунал.
Его актёрский дебют состоялся в 1946 году. Начинал актёр работать универсальным эксцентриком в мюзик-холле. Очень хорошо ему удавались комедийные персонажи в различных водевилях. Его комедийные способности заметили и пригласили на телестудию. После участия в ряде телешоу Уиздом уехал в США, где в течение года успешно выступал в телепрограмме «Водевиль».
В кино Уиздом дебютировал в 1948 году («Свидание с мечтой»). В 1958 году Уиздом выступил в качестве сценариста («Мистер Питкин в тылу врага»), а в 1969 — продюсера («Что хорошо для гуся»). В 1953 году Норман Уиздом написал к фильму «Неприятности в лавке» песню «Не смейтесь надо мной», ставшую впоследствии его «визитной карточкой».
Наибольшую известность актёру принёс созданный им комический герой — мистер Питкин, появлявшийся в четырёх фильмах.
Образ мистера Питкина — маленького человека, подкупающе простодушного и в доброте, и в трусости, и в житейском подхалимаже — вызывал брезгливое отношение критики, сходившейся во мнении, что «его амплуа — терять штаны». Несмотря на обвинения в старомодности, Уиздом хранил традиции, восходящие к немой комедии, используя эксцентричный юмор и утрированную мимику. Чарли Чаплин называл его «любимым клоуном», а сам Уиздом говорил: «Мои комедии предназначены для детей от 3 до 93 лет от роду».
Персонаж Уиздома получил известность далеко за пределами Великобритании — в Южной Америке, Иране и Восточной Европе, особенно в Албании. Энвер Ходжа объявил «мистера Питкина» национальным героем Албании, назвав его «символом угнетенного английского пролетариата». В 1995 году Уиздома принимали в Тиране как высокопоставленное лицо на высшем уровне — его встречал сам президент Сали Бериша. В 2001 году Уиздом вышел на поле перед началом футбольного матча между сборными Англии и Албании в футболке, совмещающей символы обеих стран, чем вызвал такой восторг у болельщиков, что даже Дэвид Бекхэм взревновал.
В дальнейшем снимался в телесериалах. Несмотря на преклонный возраст, Норман Уиздом продолжал выступать на сцене, гастролируя со своим шоу.
В 90 лет он сыграл в клипе юных девушек-панков с острова Мэн — «Twisted Angels». Выступления на телевидении и в кабаре он оставил всего за полгода до смерти.
28 декабря 2008 года спутниковый телеканал Sky News объявил, что Норман Уиздом умер, представив заранее написанный некролог, о чём объявили некоторые телевизионные новостные каналы и написали на своих веб-сайтах. Вскоре, когда стало очевидно, что другие новостные источники ничего подобного не знают, Sky News убрал некролог, заявив, что он был размещён по ошибке.
Норман Уиздом скончался 4 октября 2010 года на 96-м году жизни в Доме престарелых на острове Мэн. По словам сына актёра, причиной его смерти стал инфаркт. За последние годы он перенёс несколько инфарктов.

## Фильмография

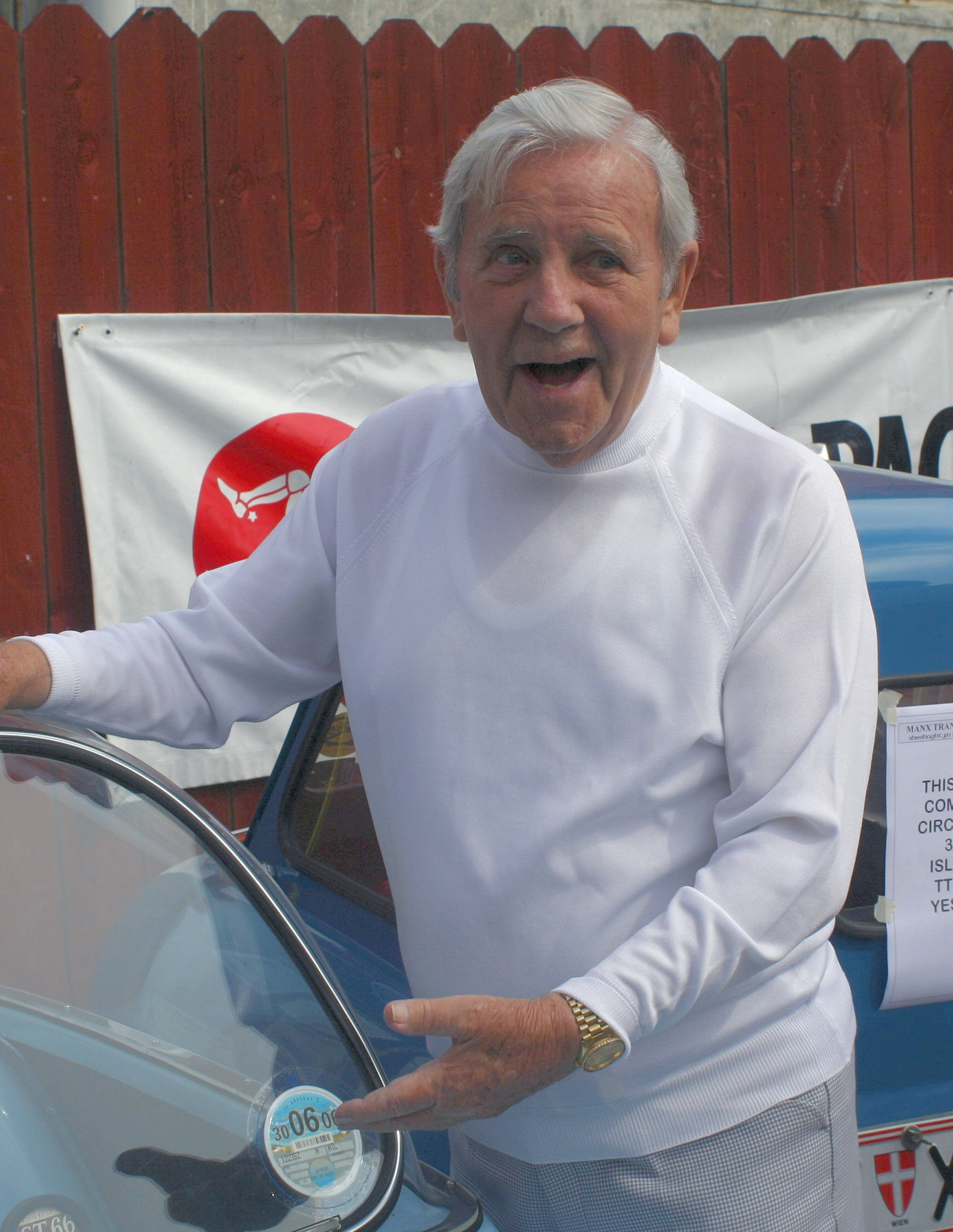
Норман Уиздом в Пиле, остров Мэн, 24 июля 2005

- 1948 — Свидание с мечтой / A Date with a Dream
- 1953 — Неприятности в лавке (Питкин и кража в универмаге) / Trouble in Store — Норман, работник универмага
- 1954 — К лучшему (Изобретательный мистер Питкин) / One Good Turn — Норман, воспитатель в сиротском приюте
- 1955 — Калиф на час / Man of the Moment — Норман, сотрудник посольства
- 1956 — Мистер Питкин: вверх тормашками / Up in the World — Норман, мойщик окон
- 1957 — Просто так повезло / Just My Luck — Норман Хакетт, игрок на скачках / его отец
- 1958 — Мистер Питкин в тылу врага / The Square Peg — Норман Питкин, английский военнослужащий / генерал Шрайбер
- 1959 — Мистер Питкин на эстраде (Следуй за звездой) / Follow a Star — Норман Траскотт, начинающий певец
- 1960 — Жил-был мошенник / There Was a Crooked Man
- 1960 — Порода Бульдог (Питкин из породы бульдогов) / The Bulldog Breed — Норман Пакл, моряк
- 1962 — Девушка на борту (Девушка с корабля) / The Girl on the Boat — Сэм Марлоу, путешественник
- 1962 — В ногу (Питкин на дежурстве) / On the Beat — Норман Питкин, мойщик в Скотленд-Ярде / Джулио Наполитани, владелец салона
- 1963 — Приключения Питкина в больнице / A Stitch in Time — Норман Питкин, помощник мясника
- 1965 — Ранняя пташка / The Early Bird — Норман Питкин, помощник молочника
- 1966 — Из лучших побуждений (Время поджимает / Ограниченный временем) / Press for Time — Норман Шилдс, репортёр / Эмили, его мать-суфражистка / Уилфрид, его дед, премьер-министр
- 1966 — День полный приключений / The Sandwich Man
- 1968 — В ночь облавы у Мински / The Night They Raided Minsky’s — Чик Уильямс, звезда бурлеска
- 1969 — Что хорошо для гуся / What’s Good for the Goose
- 1981 — Мирно уйти / Going Gently (телефильм)
- 2002 — Сериал Дэлзил и Пэскоу (7 сезон 2 серия — «Безумие»)/Dalziel and Pascoe — мистер Маркс (убийца)

### Дискография и Виниловые диски
- I Would Like to Put on Record
- Jingle Jangle
- The Very Best of Norman Wisdom
- Androcles and the Lion
- Where’s Charley?
- Wisdom of a Fool
- Nobody’s Fool
- Follow a Star
- 1957 Original Chart Hits
- Follow a Star/Give Me a Night in June
- Happy Ending/The Wisdom Of A Fool
- Big in Albania — One Hit Wonderland

### Книги
- Счастливый маленький демон: Норман Уиздом на острове, который он считает своим домом (2004)
- Norman Wisdom, William Hall. Мой путь (англ.). — Arrow Books, 2003. — ISBN 978-0099446767.
- Не смейтесь надо мной / Потому, что я дурак (1992) (Две части автобиографии)
- Проблема в истории (1991)